# 萨福均
萨福均（1886年—1955年），福建福州人，中华人民共和国政治人物。萨镇冰之子。担任中国铁路工程专家。西南军政委员会交通部副部长兼西南铁路工程局副局长。1954年，当选第一届全国人民代表大会代表。